# Togba-Nah Tipoteh
Togba-Nah Tipoteh né en 1941 à Monrovia, est un économiste, éducateur et homme politique libérien.
Président du Mouvement pour la Justice en Afrique (MOJA) ; a été président fondateur des partis politiques collaborateurs (CPP), une alliance de partis politiques libériens et a été candidat à la présidence lors de trois élections.
Fondateur et directeur général de Susukuu Incorporated (1971- ), la plus ancienne organisation non gouvernementale de développement du Libéria, reconnue par la Force de maintien de la paix en Afrique de l'Ouest ( ECOMOG ) pour avoir aidé à désarmer plus de 10 000 combattants et enfants soldats au Libéria lors du désarmement de 1997 programme par le biais d'un programme d'école pour les armes à feu.
Ancien président des groupes d'intérêt du Libéria, un consortium de 32 organisations nationales avec une adhésion collective de plus d'un million de personnes.

## Biographie
Togba-Nah Tipoteh né à Monrovia en 1941 du révérend et de Samuel Togba Roberts du comté de Grand Kru. Il a fait ses études au collège de l'Afrique de l'Ouest  et à l'Université du Libéria. Il a obtenu un bachelor de l'Université de l'Ohio (Athènes) en juin 1963 et d'une maîtrise en économie à l'Université d'État de l'Ohio à Columbus, aux États-Unis en 1964.
En 1969, il a obtenu un doctorat en économie tout en étudiant en tant que boursier de l'Université de Harvard par le Fonds spécial des Nations unies en développement économique à l'Université du Nebraska. Au début des années 1970, Tipoteh était professeur agrégé d'économie, président du département d'économie et directeur de l'Institut de recherche en gestion à l'Université du Libéria entre 1971 et 1974.

## Sport
Togba-Nah Tipotech a été champion national de tennis du Libéria pendant 30 années ininterrompues de 1964 en 1994.

## Parcours professionnel

### national
En 1973, Tipoteh a fondé le Mouvement pour la justice en Afrique (MOJA), une organisation politique panafricaine de gauche qui a joué un rôle central dans la lutte pour la justice sociale et la démocratie au Libéria dans les années 1970. Il a été conseiller budgétaire du président libérien William R. Tolbert, poste dans lequel il a exprimé ses préoccupations concernant le gaspillage du gouvernement et a préconisé des réformes de la gestion publique.
Il a été le premier ministre de la Planification et des Affaires économiques entre 1980 et 1981, sous le régime de Samuel K. Doe qui a renversé le président Tolbert, mais a démissionné après 15 mois de mandat, invoquant les violations des droits de l'homme par le gouvernement comme raison de sa décision en quittant.
En 1983, le Parti du peuple libérien (LPP) a été formé en tant qu'aile électorale du MOJA. Aux élections libériennes de 1997, Tipoteh s'est présentée comme candidate présidentielle du LPP, remportant 1,61% des voix. Lors des élections de 2005 au Libéria, Tipoteh était le candidat de l' Alliance pour la paix et la démocratie, une alliance du LPP et d'un autre mouvement d'opposition vétéran, le United People's Party (UPP), remportant 2,3 %.
Aux élections libériennes de 2011, il était le candidat du Parti de l'alliance de la liberté du Libéria (FAPL). Après avoir été éliminé au premier tour, il a approuvé Ellen Johnson Sirleaf pour le second tour, affirmant dans un communiqué que la décision de son parti faisait suite à l'observation et à l'évaluation des deux partis lors du second tour, sur la base de la question de la transparence sociétale,.
Tipoteh est également un homme d'affaires et président du conseil d'administration et directeur général de Kukatornon Reconstruction Corporation. Grâce à son programme de bourses, il encadre et envoie des centaines d'étudiants (principalement des enfants) de tous les comtés du Libéria dans des écoles et des collèges du Libéria.

### International
Il a travaillé dans le développement international aux États-Unis, aux Pays- Bas, au Mozambique, au Ghana, en Afrique du Sud et dans d'autres pays, ainsi que pour le système des Nations unies : Organisation des Nations unies pour l'alimentation et l'agriculture (FAO), Conférence des Nations Unies sur le commerce et le développement (CNUCED ), le Fonds monétaire international (FMI), la Communauté économique africaine (CEA) et la Banque internationale pour la reconstruction et le développement (BIRD), entre autres.

## Vie privée
Togba-Nah Tipotech a épousé l'ancienne Mme Fatu Kanneh du comté de Lofa et ils ont un fils adoptif, un ancien enfant soldat du NPFL Charles Taylor.

## Ouvrages
- Démocratie: l'appel du peuple libérien (1981)
- Plus de 600 articles sur la croissance économique et le développement
- Mordre et souffler [5],[6],[7],[8]
- Pepperbird en route pour la liberté [9],[10],[11],[8]

## Récompenses
- Prix du courage décerné par la National Internally Displaced People Association (NIDPA),

- Prix pour la justice par une organisation de la société civile libérienne avec des membres de neuf camps de déplacés,
- Démocratie et paix : le Golden Image Award du Libéria,
- Membre d' Omicron Delta Epsilon, Economics Honor Society des États-Unis d'Amérique,
- Conférencier inaugural de la série de conférences de l'Académie africaine des sciences,
- Intronisé dans l'Ordre de la Rédemption Africaine avec le rang de Grand Band,
- Homme de l'année, sélectionné par les médias,
- Politicien de l'année, sélectionné par les médias,
- Honoré en tant que champion de tennis à la retraite invaincu du Libéria pendant trente années consécutives (1964-1994)